# Никола-Мера
Никола-Мера — село в Заволжском районе Ивановской области. Ранее называлось Никола-на-Мере. Входит в состав Сосневского сельского поселения.

## География
Село Никола-Мера расположено на высоком берегу в устье реки Мера при впадении её в Горьковское водохранилище на Волге.

## История
В селе Никольском имелось два храма: зимний и летний, оба каменные; при летнем была каменная колокольня. Зимняя Николаевская церковь построена в 1775 году на средства прихожан, летняя церковь Рождества Христова была построена в 1800 году на средства помещика Петра Андреевича Бартенева. Ограда каменная. В Николаевской церкви было три престола: во имя Троицы Живоначальной, Казанской иконы Божией Матери и святителя Николая Чудотворца. В летнем храме один престол — в честь Рождества Христова.
В конце XIX — начале XX века село входило в состав Николаевской волости Кинешемского уезда Костромской губернии, с 1918 года — в составе Иваново-Вознесенской губернии.
С 1929 года село входило в состав Шеломовского сельсовета Кинешемского района Ивановской области, с 1958 года — в составе Заволжского района, с 1980-х годов — в составе Воробьевцовского сельсовета, с 2009 года — в составе Сосневского сельского поселения.

## Население
| 1872 | 1897 | 2002 | 2010 |
| ---- | ---- | ---- | ---- |
| 111  | ↗156 | ↘13  | ↘6   |

## Достопримечательности

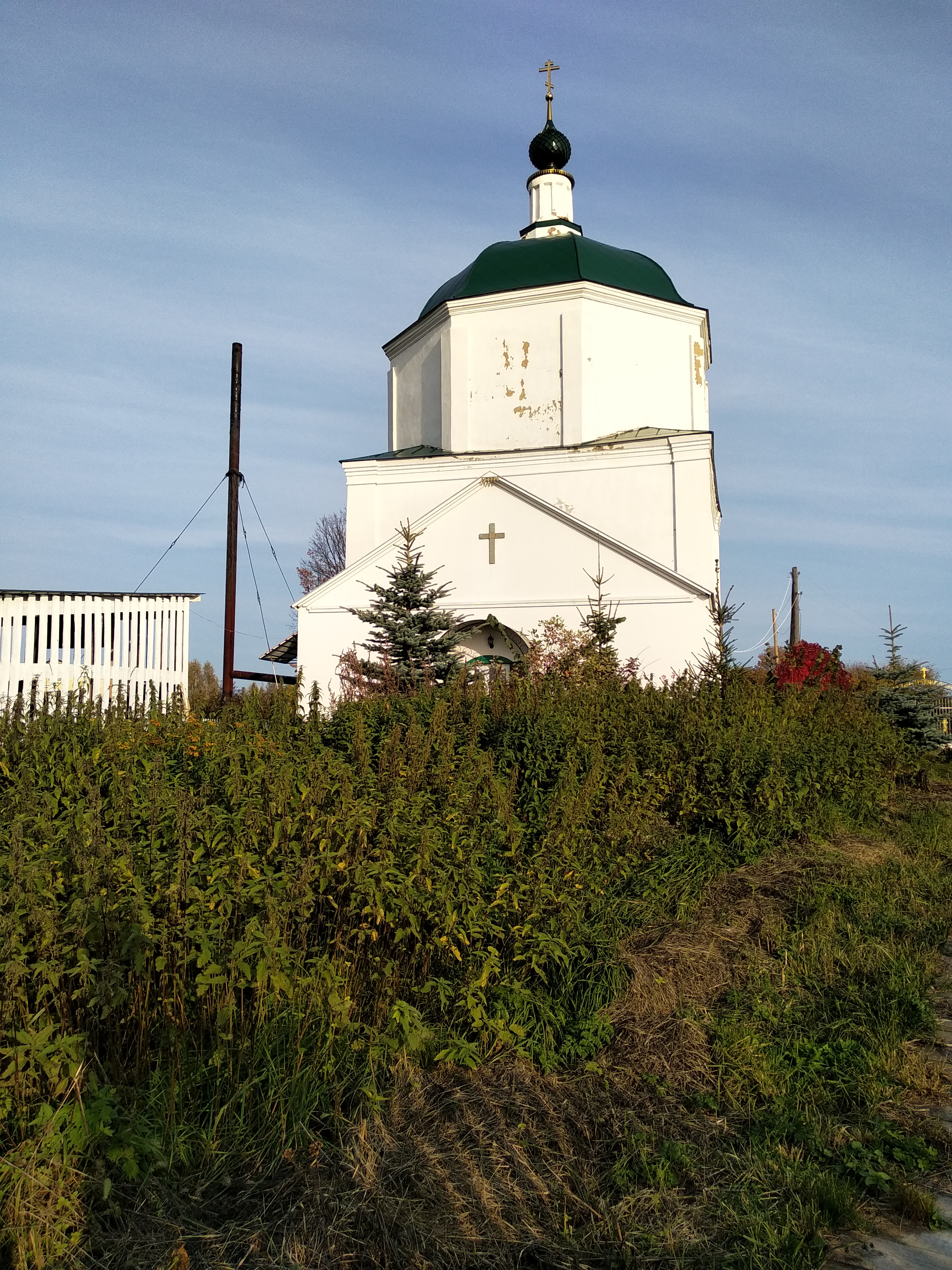

В селе расположена действующая церковь Николая Чудотворца (1775). С 1999 года в храме ведутся богослужения.